# Ligne JR Tōzai
Pour les articles homonymes, voir Ligne Tōzai.
La ligne JR Tōzai (JR東西線, JR Tōzai-sen) est une ligne ferroviaire située dans les préfectures d'Osaka et de Hyōgo au Japon. Elle relie la gare de Kyōbashi à Osaka à la gare d'Amagasaki. Elle est détenue par l'entreprise Kansai Rapid Railway et exploitée par la compagnie JR West.
La ligne JR Tōzai constitue avec la ligne Katamachi la ligne H du réseau urbain de la JR West dans l'agglomération d'Osaka-Kobe-Kyoto. Le code couleur de la ligne est le rose (■).

## Histoire
La ligne est mise en service en mars 1997.

## Caractéristiques

### Ligne
Une partie des 12,5 km de la ligne électrifiée par caténaires (1 500 V cc) est souterraine. Neuf gares sont desservies, toutes à Osaka excepté le terminus à Amagasaki.

### Interconnexions
À Kyōbashi, tous les trains continuent sur la ligne Katamachi. À Amagasaki, certains trains continuent sur la ligne JR Kobe ou la ligne Fukuchiyama.

### Tracé
|  |

### Liste des gares
| Numéro | Gare             | Nom japonais | Distance depuis Kyōbashi (km) | Correspondances | Localisation            | Localisation        |
| ------ | ---------------- | ------------ | ----------------------------- | --- | ----------------------- | ------------------- |
| JR-H41 | Kyōbashi         | 京橋         | 0                             | JR West : Ligne circulaire d'Osaka, Katamachi (interconnexion) Keihan : Keihan Métro d'Osaka : Nagahori Tsurumi-ryokuchi | Jōtō-ku, Osaka          | Préfecture d'Osaka  |
| JR-H42 | Ōsakajō-kitazume | 大阪城北詰   | 0,9                           | | Miyakojima-ku, Osaka    | Préfecture d'Osaka  |
| JR-H43 | Ōsakatemmangū    | 大阪天満宮   | 2,2                           | Métro d'Osaka : Sakaisuji, Tanimachi (à Minami-Morimachi) | Kita-ku, Osaka          | Préfecture d'Osaka  |
| JR-H44 | Kitashinchi      | 北新地       | 3,6                           | JR West : JR Kyoto, JR Kobe, Fukuchiyama, ligne circulaire d'Osaka (à Osaka) Hanshin : Hanshin (à Osaka-Umeda) Hankyu : Kyoto, Kobe, Takarazuka (à Osaka-Umeda) Keihan : Nakanoshima (à Watanabebashi) Métro d'Osaka : Midōsuji, Tanimachi (à Higashi-Umeda), Yotsubashi (à Nishi-Umeda) | Kita-ku, Osaka          | Préfecture d'Osaka  |
| JR-H45 | Shin-Fukushima   | 新福島       | 4,8                           | JR West : Ligne circulaire d'Osaka (à Fukushima) Hanshin : Hanshin (à Fukushima) Keihan : Nakanoshima (à Nakanoshima) | Fukushima-ku, Osaka     | Préfecture d'Osaka  |
| JR-H46 | Ebie             | 海老江       | 6,0                           | Hanshin : Hanshin (à Noda) Métro d'Osaka : Sennichimae (à Nodahanshin) | Fukushima-ku, Osaka     | Préfecture d'Osaka  |
| JR-H47 | Mitejima         | 御幣島       | 8,6                           | | Nishiyodogawa-ku, Osaka | Préfecture d'Osaka  |
| JR-H48 | Kashima          | 加島         | 10,3                          | | Yodogawa-ku, Osaka      | Préfecture d'Osaka  |
| JR-H49 | Amagasaki        | 尼崎         | 12,5                          | JR West : JR Kobe (interconnexion), Fukuchiyama (interconnexion) | Amagasaki               | Préfecture de Hyōgo |